# Pacific World
Die Pacific World ist ein 1995 in Dienst gestelltes Kreuzfahrtschiff der japanischen Organisation Peace Boat. Sie ist das Typschiff der aus vier Einheiten bestehenden Sun-Klasse der Marke Princess Cruises, welche das Schiff bis 2020 als Sun Princess betrieb, und war bei ihrer Fertigstellung für kurze Zeit das größte Kreuzfahrtschiff der Welt.

## Geschichte
Die Sun Princess entstand unter der Baunummer 5909 in der Werft von Fincantieri in Monfalcone und lief am 21. Januar 1995 vom Stapel. Nach der Fertigstellung und Ablieferung an Princess Cruises am 8. November 1995 nahm das Schiff am 2. Dezember 1995 den Dienst für Kreuzfahrten ab Fort Lauderdale auf. Es ist das zweite Schiff der Reederei mit diesem Namen. Die erste Sun Princess wurde 1972 als Spirit of London in Dienst gestellt und war von 1974 bis 1988 für Princess Cruises im Einsatz.
Die Sun Princess war die erste Einheit der nach ihr benannten Sun-Klasse und bis zur Indienststellung der Carnival Destiny 1996 das größte Kreuzfahrtschiff der Welt. Ihr folgten die Schwesterschiffe Dawn Princess (1997), Sea Princess (1998) und Ocean Princess (2000). Von 1995 bis 2000 war das Schiff in Monrovia und anschließend bis 2004 in London registriert. Anschließend war Hamilton der Heimathafen.
Im Juli 2018 erhielt die Sun Princess eine zweiwöchige Werftüberholung. Hierzu zählten neben einer Modernisierung der Innenausstattung auch eine neue Rumpfbemalung am Bug des Schiffes. Ab 2019 war die Sun Princess für Kreuzfahrten in Australien und Neuseeland im Einsatz. Ursprünglich war ihre Nutzung als Hotelschiff während der Olympischen Sommerspiele 2020 in Tokio geplant, ehe diese aufgrund der COVID-19-Pandemie verschoben werden mussten.
Ebenfalls aufgrund der COVID-19-Pandemie wurde dem Schiff am 13. Februar 2020 nach einem Besuch in Thailand das Anlegen in einem Hafen in Madagascar verweigert. Am 1. März durfte die Sun Princess in Réunion anlegen, wo die Passagiere jedoch von einheimischen Demonstranten am Verlassen des Schiffes gehindert und mit Gegenständen beworfen wurden. Am 26. März 2020 gab das Gesundheitsministerium für Western Australia bekannt, dass mindestens ein Passagier der Sun Princess an COVID-19 erkrankt ist.
Im Zuge der COVID-19-Pandemie verkaufte Princess Cruises das Schiff im Jahr 2020 an Peace Boat. Die japanische Nichtregierungsorganisation wollte mit dem Schiff ab 2021 die bisherigen Schiffe Ocean Dream und die erst neu gekaufte Zenith ersetzen. Daraufhin wurde das Schiff in Pacific World umbenannt. Nach einem längeren Stillstand ging das Schiff im April 2023 offiziell in Dienst und von Yokohama aus auf eine 108-tägige Weltreise.